# China Infostelle
Die China InfoStelle (CIS) ist eine multilaterale Projektstelle, die zur Situation des protestantischen Christentums sowie über die Theologie und Religionspolitik in der Volksrepublik China informiert. Die China-Infostelle wurde 1996 in gemeinsamer Trägerschaft verschiedener evangelischer kirchlicher Werke eingerichtet. Sie hat ihren Sitz in Hamburg.

## Ziele
Die China-Infostelle dient dazu, Informationen zu relevanten Entwicklungen und Ereignissen des evangelischen Christentums in China zu sammeln und weiterzugeben. Dabei stellt sie und ihre Mitarbeitenden ihre sprachliche Kompetenz und Kultursensibilität zur Verfügung. Die China Infostelle bietet Beratung und Unterstützung der Partnerschaftsarbeit zwischen protestantischen kirchlichen Werken in Deutschland und der Volksrepublik China an und vermittelt Informationen über das Christentum in China in die deutsche Öffentlichkeit hinein.

## Geschichte
1996 wurde die China InfoStelle auf Initiative des Evangelischen Missionswerkes (EMW) und des damaligen Nordelbischen Missionszentrums (NMZ) ins Leben gerufen, unterstützt von Mission EineWelt (MEW), Vereinte Evangelische Mission (VEM), Brot für die Welt und Evangelische Mission in Solidarität (ems). Später kam die Evangelische Kirche in Deutschland (EKD) als weiteres Fördermitglied dazu. Während der ersten 25-jährigen Bestehenphase wurde die China-Infostelle kontinuierlich von drei Sinologinnen geleitet.

### Leitung
1. Monika Gänßbauer (1996–2009)
2. Katrin Fiedler (2009–2017)
3. Isabel Friemann (seit 2017)

## Organisationsstruktur
Bei der China InfoStelle handelt es sich um eine jeweils auf drei Jahre begrenzte Projektstelle im Umfang von 18,5 Wochenstunden, die unter inhaltlicher Leitung eines vom Evangelischen Missionswerk einberufenen Beirates arbeitet. Die Verwaltungsaufsicht liegt beim Zentrum für Mission und Ökumene in Hamburg, in dessen Räumlichkeiten im Agathe-Lasch-Weg sich der Arbeitsplatz befindet.

## Tätigkeit
Die China InfoStelle befasst sich als eine der wenigen deutschen Fachstellen mit dem gegenwärtigen Aufblühen der Religionen in China. Die aufbereiteten Themen und Informationen werden in Form von Publikationen (z. B. in China heute), Informations- und Fortbildungsveranstaltungen, aber auch über eigens konzipierte Reiseangebote zu Schwerpunktthemen der Öffentlichkeit zugänglich gemacht. Hierzu gehört auch die Mitgestaltung von Begegnungsreisen der Bundesregierung. Dabei bestehen diverse Kooperationen mit Partnern aus den Bereichen Wissenschaft, Zivilgesellschaft, Kultur und Kirche.
Als Fachstelle in evangelischer Trägerschaft ist die CIS daher auch Ansprechpartner und Dienstleister für kirchliche Belange mit Chinabezug.

## Publikationen
- Weifan Wang, Die Weisheit der Lilien. Meditationen eines chinesischen Christen. Aus dem Chinesischen von Monika Gänßbauer, Freiburg 2009.
- EMW (Hg.), Ökologische Perspektiven in China. Beiträge aus Kultur, Religion und Zivilgesellschaft, Hamburg 2011.
- EMW, CSI (Hgg.), Es freuet sich die Engelschar. Christliche chinesische Kunst und Musik der Gegenwart, Hamburg 2014.
- China Time 2018: mobile Ausstellung zu chinesischen Innenstadtkirchen.
- EMW (Hg.), China, Kirchen und die Politik. Einblicke in die Situation der Christ*innen in China, Dossier Nr. 3 | Juni 2021.